# Stenocrates cultor
Stenocrates cultor är en skalbaggsart som beskrevs av Hermann Burmeister 1847. Stenocrates cultor ingår i släktet Stenocrates och familjen Dynastidae. Utöver nominatformen finns också underarten S. c. inelegans.